# Sachsenring (circuit)
De Sachsenring is een circuit in Hohenstein-Ernstthal in de Duitse deelstaat Saksen. In 1927 werd voor het eerst een wedstrijd op het oude, tegenwoordig niet meer gebruikte stratencircuit verreden. De Sachsenring is daarmee een van de oudste circuits van Duitsland.

## Geschiedenis

### Voorgeschiedenis
Nadat reeds voor de eeuwwisseling de allereerste motorraces georganiseerd werden, ontstonden meer en meer circuits die niets anders dan stratenparcours waren. Onderbroken door de Eerste Wereldoorlog werden tot het begin van de jaren twintig steeds meer motorraces verreden. Op 31 juli 1925 richtten Sepp Wagner en Paul Berger, vervuld van hun bezoeken aan de sinds 1923 verreden races op Marienberger Dreieck, de Motorradfahrer-Club-Hohenstein-Ernstthal und Umgebung 1925 op. Deze club stelde zich ten doel een eigen race te organiseren, waarvan echter vooralsnog wegens weerstand van de bevolking geen sprake was.

### Oorsprong

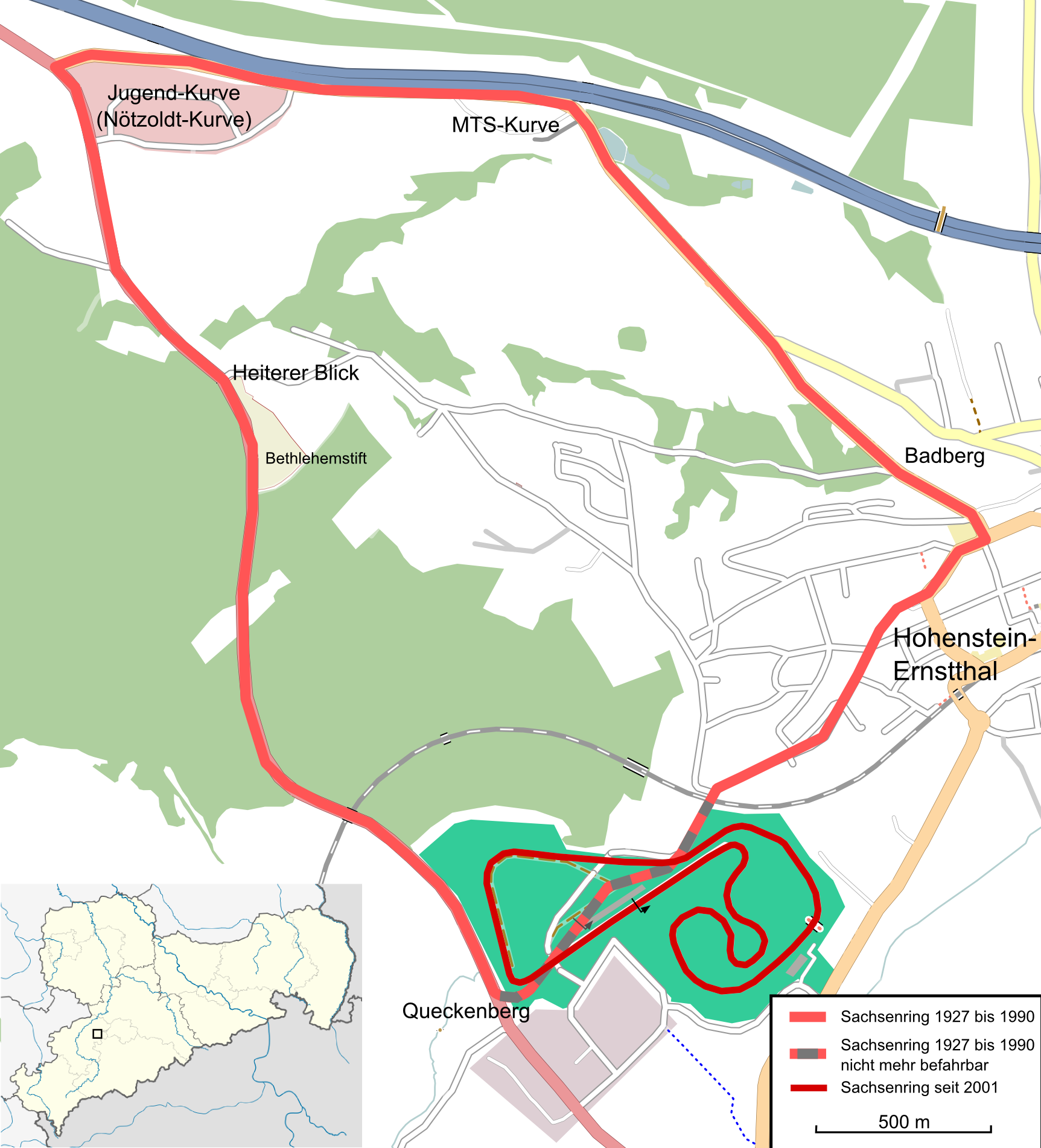
plattegrond Sachsenring

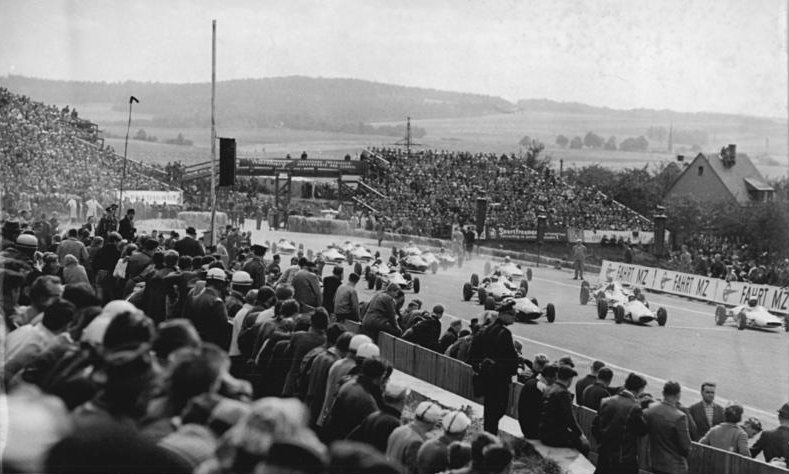
Start van de Formule-Junior-races in 1963

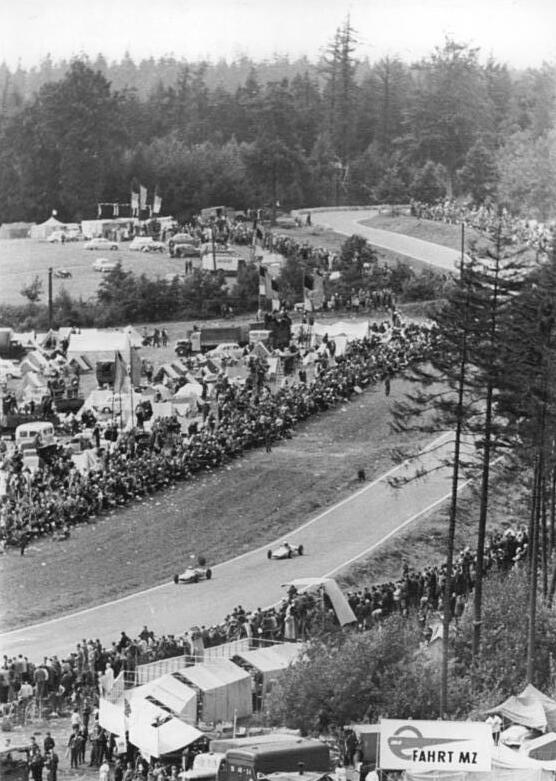
Queckenbergbocht 1963

De oorsprong van de Sachsenring voert terug op de Badberg-Vierecksrennen, die voor het eerst op 26 mei, Hemelvaartsdag, 1927 voor meer dan 140.000 toeschouwers plaatsvond. Het 8,71 km lange stratenparcours voerde tegen de klok in door Hohenstein-Ernstthal naar het noorden om dan in westelijke richting parallel aan de tegenwoordige A4 Chemnitz–Gera te verlopen. Op de tegenwoordige Bundesstraße 180 ging het naar het zuiden, om dan in de Queckenbergbocht op de finishlijn uit te monden. Na twee edities moest het evenement na burgerprotesten wegens talrijke ongelukken vooralsnog stilgelegd worden.
In de jaren dertig echter werd het tussen Chemnitz en Zwickau gelegene parcours vast onderdeel van de internationale racekalender. In 1934 werd voor het eerst de Grand Prix van Duitsland voor wegmotoren op het parcours georganiseerd, waarbij drie dodelijke ongelukken te betreuren vielen, waaronder de Europees kampioen van het vorige jaar in de 500 cc-klasse Gunnar Kalén uit Zweden, alsmede de regerend 500 cc-kampioen Pol Demeuter uit België. In 1936 werd in het kader van de Grand Prix het Europees kampioenschap wegrace verreden. In 1937 kreeg het parcours de naam „Sachsenring“, nadat op de voorheen als Sachsenring aangeduide Grillenburger Dreieck in het Tharandter Wald de raceactiviteiten werden opgeheven.
In het jaar 1949 werden de raceactiviteiten hervat. In 1950 bezochten circa 400.000 toeschouwers de wedstrijd om het gezamenlijk Duitse kampioenschap. Een ander hoogtepunt vormde de op het 8,7 km lange parcours verreden wielerwedstrijden van de wereldkampioenschappen wielrennen 1960, waar bij de beroepsrenners de Belg Rik Van Looy wereldkampioen werd.
Vanaf 1961 beleefde de „oude“ Sachsenring zijn bloeitijd, waarbij tot en met 1972 op het hogesnelheidscircuit de Grand Prix van de DDR meetellend voor het wereldkampioenschap wegrace werd georganiseerd. Daarbij waren regelmatig ook de lokale tweetaktmachines van MZ uit het in de buurt gelegene Zschopau concurrerend. De snelste raceronde ooit werd echter door vijftienvoudig wereldkampioen Giacomo Agostini uit Italië op een 500 cc-MV Agusta met een gemiddelde snelheid van bijna 180 km/u gereden. In 1969 kwam de jonge Britse coureur Bill Ivy bij een val in het centrum van Hohenstein-Ernstthal om het leven.
De race bij de 250'ers werd in 1971 door de West-Duitser Dieter Braun gewonnen, waarbij vele toeschouwers het Duitse volkslied meezongen. Dit en de voorafgaande rondenlange aanmoediging van Braun werd door de politiek zeer kritisch aanschouwd en leidde tot consequenties, die uiteindelijk er toe leidden dat de WK-status werd ingetrokken. De officiële redenen waren een gebrek aan veiligheidsmaatregelen en gestegen kosten.
Na het door de staat gedwongen einde van de WK-races werd het een tijd rustiger, maar de wedstrijden met twee- en vierwielers ging met alleen Oost-Europese deelnemers gewoon door. Omdat de in vergelijking met westelijke motoren relatief geringe prestaties toch geen last van die concurrentie hadden, kwam het daarbij niet tot sterke verbeteringen van de prestaties, die bij westelijke circuits tot renovaties of zelfs sluiting hebben geleid.

### Herstart

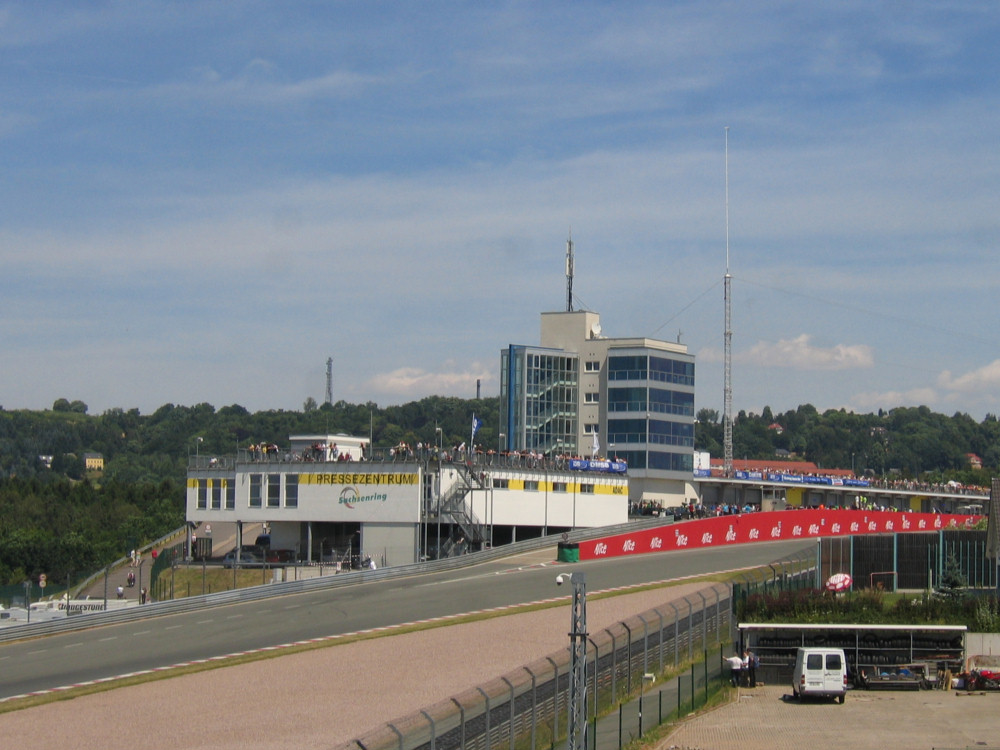
Perscentrum en pitstraat in 2008

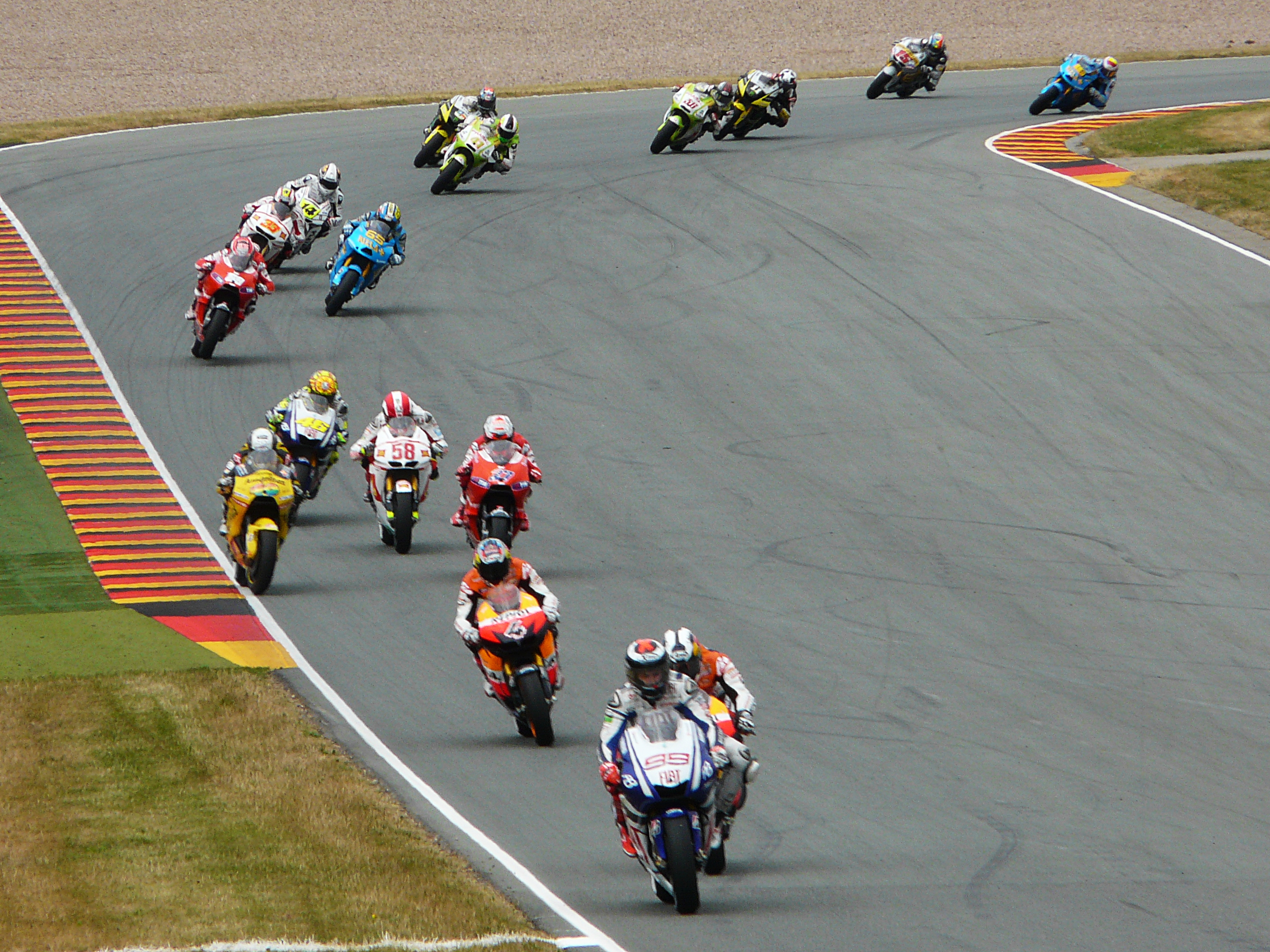
MotoGP-race op de Sachsenring

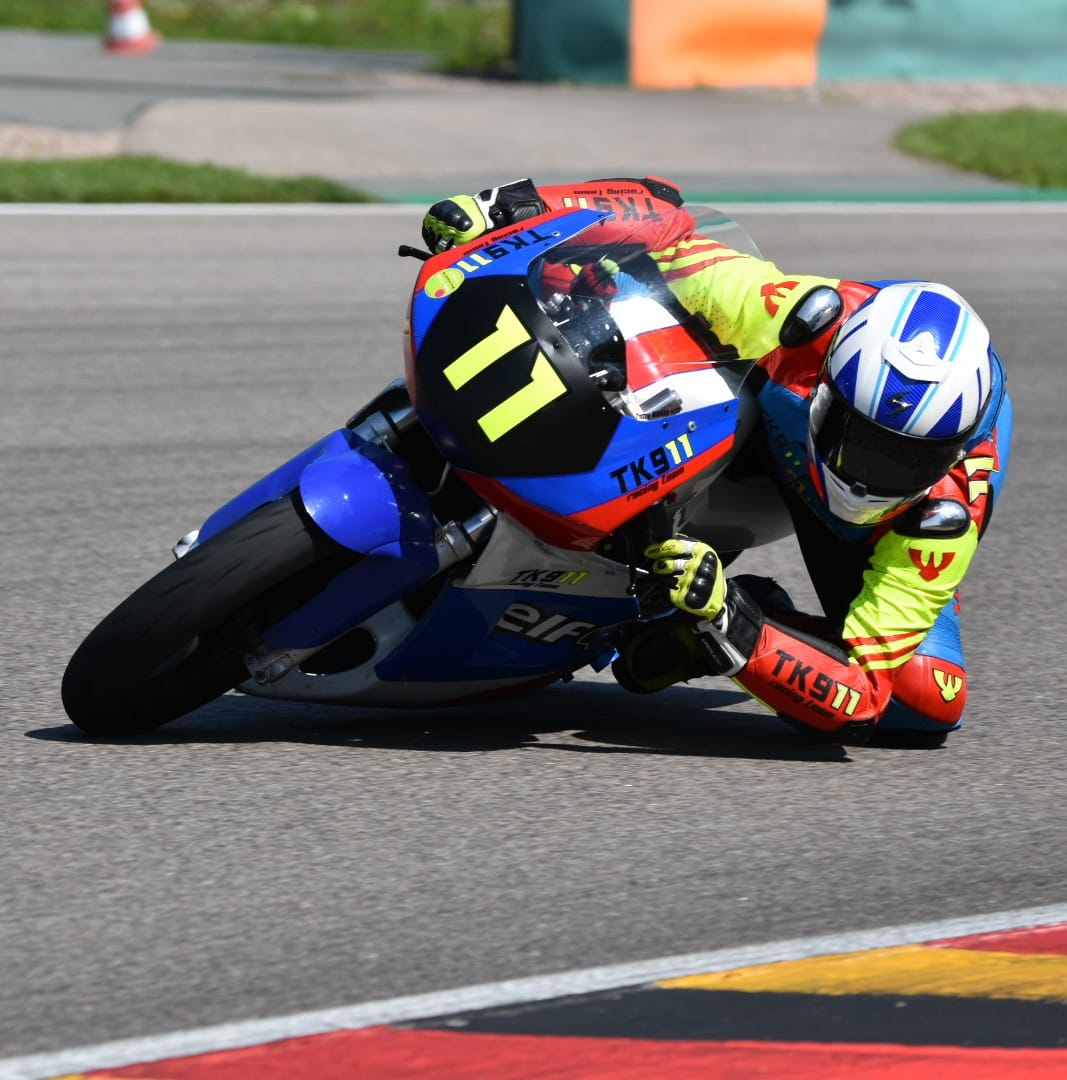
MZ-Cup – Supermono-Amateurwedstrijdseries met MZ Skorpion sinds 1996 (Sachsenring 2020)

In 1990 zorgde het einde van de DDR indirect voor het definitieve einde van het verouderde circuit. De sinds decennia quasi onveranderde stand van de baan kon niet meer aan de moderne veiligheidsvoorschriften voldoen, doordat het nu beschikbare racemateriaal uit het westen en verre oosten zorgde voor hogere snelheden. Ondanks twee chicanes kwam het tot tragische ongevallen. Vooral het parcours door het dorp was niet meer vol te houden, alhoewel aan de Schleizer Dreieck nog enkele jaren langs huizen geraasd werd, wat bij de Tourist Trophy ook nog steeds het geval is.
Er werd over een ingekort circuit nagedacht, maar de werkzaamheden lieten op zich wachten. De AMC Sachsenring Hohenstein-Ernstthal alsmede de ADAC Sachsen organiseerden van 1992 tot 1995 Sachsenringraces op de Tsjechische circuits in Most en Brno.
In 1995 werd het in de buurt van het start-finishgedeelte van het oude circuit gelegene verkeersveiligheidscentrum met multifunctionele evenemententerrein en (nog niet permanent beschikbare) circuit geopend. Vanaf dat moment bood zich wederom de mogelijkheid aan ter plekke auto- en motorsportwedstrijden te organiseren. De comeback volgde in 1996 met de Internationale Deutsche Motorradmeisterschaft (IDM) en de ADAC Super Tourenwagen Cup.
Het omegavormige deel van de baan, dat bergaf om een beboste heuvel leidt, werd het nieuwe kenmerk van de Sachsenring, maar de rest van het parcours werd door enkelen als te smal en te langzaam bekritiseerd, omdat deze nauwelijks aan het vloeiende oude circuit herinnerde. Dankzij continue verbeteringen aan het circuit en infrastructuur haalde het circuit in 1998 het wereldkampioenschap wegrace, dat op de Hockenheimring en later op de Nürburgring steeds minder toeschouwers lokken kon, binnen. Na 26 jaar keerde daarmee het wereldkampioenschap terug op de Sachsenring. Sindsdien komen er jaarlijks rond de 200.000 toeschouwers op het evenement af. In de loop der jaren werden enkele veranderingen aan het circuit doorgevoerd, zoals een nieuwe pitstraat, de bouw van een start-finishtoren en een gewijzigd sneller parcours, dat niet meer over de openbare weg voert, maakten de Sachsenring een permanent circuit.